# Handwritten
Handwritten (englisch für „Handgeschrieben“) ist das Debütalbum des kanadischen Sängers und Songwriters Shawn Mendes. Es erschien im April 2015 bei Island Records.

## Entstehung und Veröffentlichung
Die Erstveröffentlichung von Handwritten erfolgte am 10. April 2015 bei Island Records. Das Album erschien in seiner Originalausführung als CD, Download und Streaming mit zwölf Titeln (Katalognummer: 06025 4713555). Am 27. April 2015 erschien eine Deluxeversion mit fünf Bonustiteln (Katalognummer: 06025 4727216). Im November 2015 erschien eine sogenannte „Revisited“-Ausführung (Katalognummer: 4763484), diese besteht aus der Standardausführung mit vier neuen Bonustiteln, die sich allesamt von der Deluxeversion unterscheiden.
Geschrieben und produziert wurden alle Lieder von verschiedenen, wechselnden Autoren und Produzenten. Mendes selbst war beim Schreibprozess von 18 der 21 verschiedenen Lieder sowie an der Produktion zu Crazy beteiligt.

## Titelliste
| #  | Titel                                                  | Autor(en)                                                                    | Produzent(en)                        | Länge |
| -- | ------------------------------------------------------ | ---------------------------------------------------------------------------- | ------------------------------------ | ----- |
| 1  | Life of the Party                                      | Scott Harris, Ido Zmishlany                                                  | Ido Zmishlany                        | 3:34  |
| 2  | Stitches                                               | Teddy Geiger, Daniel Kyriakides, Daniel Parker                               | Teddy Geiger, Danny Parker, Daylight | 3:26  |
| 3  | Never Be Alone                                         | Martin Terefe, Scott Harris, Shawn Mendes, Geoffrey Warburton                | Martin Terefe                        | 3:35  |
| 4  | Kid In Love                                            | Scott Harris, Ido Zmishlany, Shawn Mendes                                    | Martin Terefe, Ido Zmishlany         | 3:45  |
| 5  | I Don’t Even Know Your Name                            | Martin Terefe, Scott Harris, Shawn Mendes, Geoffrey Warburton                | Martin Terefe                        | 3:00  |
| 6  | Something Big                                          | Scott Harris, Ido Zmishlany, Shawn Mendes                                    | Ido Zmishlany                        | 2:41  |
| 7  | Strings                                                | Emily Warren, Scott Harris, Shawn Mendes                                     | Sam Watters, Louis Biancaniello      | 3:10  |
| 8  | Aftertaste                                             | Emily Warren, Scott Harris, Shawn Mendes                                     | Sam Watters, Louis Biancaniello      | 2:49  |
| 9  | Air (feat. Astrid)                                     | Emily Warren, Scott Harris                                                   | Scott Harris, Craven J               | 3:14  |
| 10 | Crazy                                                  | Martin Terefe, Shawn Mendes, Geoffrey Warburton                              | Shawn Mendes, Geoffrey Warburton     | 3:11  |
| 11 | A Little Too Much                                      | Shawn Mendes                                                                 | Ido Zmishlany                        | 3:07  |
| 12 | This Is What It Takes                                  | Martin Terefe, Scott Harris, Ido Zmishlany, Shawn Mendes, Geoffrey Warburton | Martin Terefe                        | 3:50  |
|    | Deluxeversion                                          |                                                                              |                                      |       |
| 13 | Bring It Back                                          | Martin Terefe, Shawn Mendes, Geoffrey Warburton                              | Martin Terefe                        | 2:39  |
| 14 | Imagination                                            | Martin Terefe, Shawn Mendes, Glenn Scott                                     | Martin Terefe                        | 3:37  |
| 15 | The Weight                                             | Scott Harris, Shawn Mendes, Joshua Grant                                     | Craven J                             | 3:03  |
| 16 | Don’t Want Your Love                                   | Ido Zmishlany, Shawn Mendes, Geoffrey Warburton                              | Ido Zmishlany                        | 2:51  |
| 17 | Lost                                                   | Emily Warren, Scott Harris, Shawn Mendes, Josh Grant                         | Scott Harris, Craven J               | 3:15  |
|    | Revisited Edition                                      |                                                                              |                                      |       |
| 13 | I Know What You Did Last Summer (feat. Camila Cabello) | Bill Withers, Noel Zancanella, Ido Zmishlany, Shawn Mendes, Camila Cabello   | Noel Zancanella, Ido Zmishlany       | 3:43  |
| 14 | Act Like You Love Me                                   | Shawn Mendes, Geoff Warburton                                                | Jacquire King                        | 3:25  |
| 15 | Running Low                                            | Shawn Mendes                                                                 | Jordan Orvosh                        | 4:34  |
| 16 | Memories                                               | Shawn Mendes, Geoff Warburton, Max River                                     | Jacquire King                        | 3:52  |

## Singleauskopplungen
| Jahr | Titel                           | Höchstplatzierung, Gesamtwochen, AuszeichnungChartplatzierungen (Jahr, Titel, , Platzierungen, Wochen, Auszeichnungen, Anmerkungen) | Höchstplatzierung, Gesamtwochen, AuszeichnungChartplatzierungen (Jahr, Titel, , Platzierungen, Wochen, Auszeichnungen, Anmerkungen) | Höchstplatzierung, Gesamtwochen, AuszeichnungChartplatzierungen (Jahr, Titel, , Platzierungen, Wochen, Auszeichnungen, Anmerkungen) | Höchstplatzierung, Gesamtwochen, AuszeichnungChartplatzierungen (Jahr, Titel, , Platzierungen, Wochen, Auszeichnungen, Anmerkungen) | Höchstplatzierung, Gesamtwochen, AuszeichnungChartplatzierungen (Jahr, Titel, , Platzierungen, Wochen, Auszeichnungen, Anmerkungen) | Höchstplatzierung, Gesamtwochen, AuszeichnungChartplatzierungen (Jahr, Titel, , Platzierungen, Wochen, Auszeichnungen, Anmerkungen) | Anmerkungen                                                                         |
| Jahr | Titel                           | DE | AT | CH | UK | US | CA | Anmerkungen                                                                         |
| --- | ------------------------------- | --- | --- | --- | --- | --- | --- | ----------------------------------------------------------------------------------- |
| 2014 | Life of the Party               | — | — | — | UK99 Silber · (1 Wo.)UK | US24 ×2Doppelplatin · (2 Wo.)US | CA10 ×4Vierfachplatin · (30 Wo.)CA                                                                                                  | Erstveröffentlichung: 26. Juni 2014 Verkäufe: + 2.866.500                           |
| 2014 | Something Big                   | — | — | — | — | US80 Platin · (3 Wo.)US | CA9 ×3Dreifachplatin · (21 Wo.)CA                                                                                                   | Erstveröffentlichung: 7. November 2014 Verkäufe: + 1.355.000                        |
| 2015 | Stitches                        | DE2 ×3Dreifachgold · (45 Wo.)DE | AT5 ×2Doppelplatin · (35 Wo.)AT | CH6 (40 Wo.)CH | UK1 ×4Vierfachplatin · (67 Wo.)UK                                                                                                   | US4 ×8Achtfachplatin · (52 Wo.)US                                                                                                   | CA12 ×7Siebenfachplatin · (38 Wo.)CA                                                                                                | Erstveröffentlichung: 5. Mai 2015 Verkäufe: + 15.250.000                            |
| 2015 | I Know What You Did Last Summer | DE90 (4 Wo.)DE | — | CH51 (14 Wo.)CH | UK42 Platin · (16 Wo.)UK | US20 ×3Dreifachplatin · (20 Wo.)US                                                                                                  | CA6 ×3Dreifachplatin · (14 Wo.)CA                                                                                                   | Erstveröffentlichung: 18. November 2015 Verkäufe: + 4.522.500; feat. Camila Cabello |
| Folgende Lieder erschienen nicht als Single, wurden aber durch das Album zum Download und Streaming bereitgestellt und konnten somit eine Platzierung erlangen: |                                 | | | | | | |                                                                                     |
| |                                 | | | | | | |                                                                                     |
| 2014 | The Weight                      | — | — | — | — | US— GoldUS | CA30 (1 Wo.)CA | Charteinstieg: 21. Februar 2015 Verkäufe: + 500.000                                 |

## Kommerzieller Erfolg

### Chartplatzierungen
| ChartsChartplatzierungen       | Höchstplatzierung | Wochen |
| ------------------------------ | ----------------- | ------ |
| Deutschland (GfK)              | 43 (10 Wo.)       | 10     |
| Kanada (MC)                    | 1 (… Wo.)         | …      |
| Österreich (Ö3)                | 37 (6 Wo.)        | 6      |
| Schweiz (IFPI)                 | 26 (1 Wo.)        | 1      |
| Vereinigte Staaten (Billboard) | 1 (125 Wo.)       | 125    |
| Vereinigtes Königreich (OCC)   | 12 (43 Wo.)       | 43     |

| ChartsJahrescharts (2015)      | Platzierung |
| ------------------------------ | ----------- |
| Vereinigte Staaten (Billboard) | 34          |

| ChartsJahrescharts (2016)      | Platzierung |
| ------------------------------ | ----------- |
| Vereinigtes Königreich (OCC)   | 76          |
| Vereinigte Staaten (Billboard) | 33          |

| ChartsJahrescharts (2017)      | Platzierung |
| ------------------------------ | ----------- |
| Vereinigte Staaten (Billboard) | 176         |

### Auszeichnungen für Musikverkäufe
| Land/Region                  | Auszeichnungen für Musikverkäufe (Land/Region, Auszeichnung, Verkäufe) | Verkäufe  |
| ---------------------------- | ---------------------------------------------------------------------- | --------- |
| Australien (ARIA)            | Gold                                                                   | 35.000    |
| Brasilien (PMB)              | Gold                                                                   | 20.000    |
| Chile (IFPI)                 | Gold                                                                   | 5.000     |
| Dänemark (IFPI)              | 4× Platin                                                              | 80.000    |
| Deutschland (BVMI)           | Gold                                                                   | 100.000   |
| Finnland (IFPI)              | Platin                                                                 | 20.000    |
| Italien (FIMI)               | Gold                                                                   | 25.000    |
| Kanada (MC)                  | 5× Platin                                                              | 400.000   |
| Kolumbien (ASINCOL)          | Gold                                                                   | 5.000     |
| Mexiko (AMPROFON)            | Gold                                                                   | 30.000    |
| Neuseeland (RMNZ)            | 2× Platin                                                              | 30.000    |
| Norwegen (IFPI)              | Platin                                                                 | 30.000    |
| Österreich (IFPI)            | Platin                                                                 | 15.000    |
| Philippinen (PARI)           | 3× Platin                                                              | 45.000    |
| Polen (ZPAV)                 | Platin                                                                 | 20.000    |
| Schweden (IFPI)              | 2× Platin                                                              | 60.000    |
| Schweiz (IFPI)               | Platin                                                                 | 20.000    |
| Singapur (RIAS)              | Platin                                                                 | 10.000    |
| Spanien (Promusicae)         | Gold                                                                   | 20.000    |
| Thailand (TECA)              | Gold                                                                   | 5.000     |
| Vereinigte Staaten (RIAA)    | 2× Platin                                                              | 2.000.000 |
| Vereinigtes Königreich (BPI) | Platin                                                                 | 300.000   |
| Insgesamt                    | 9× Gold · 25× Platin ·                                                 | 3.275.000 |

Hauptartikel: Shawn Mendes/Auszeichnungen für Musikverkäufe